# Gé Reinders

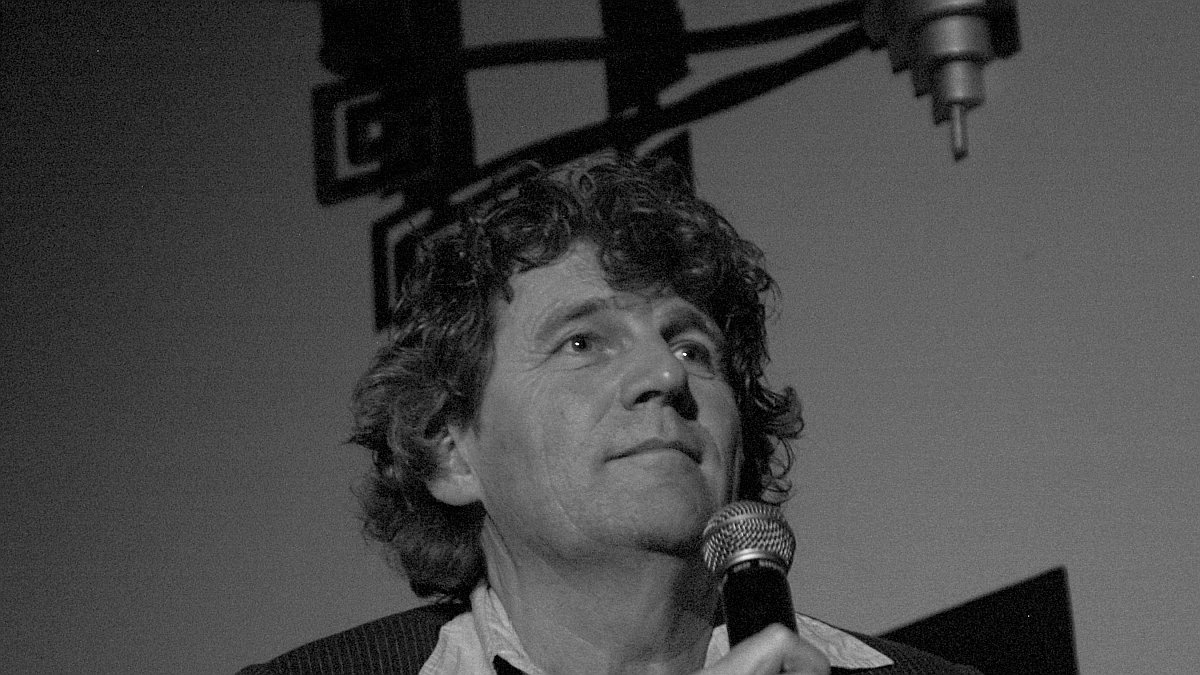
Gé Reinders in 2008

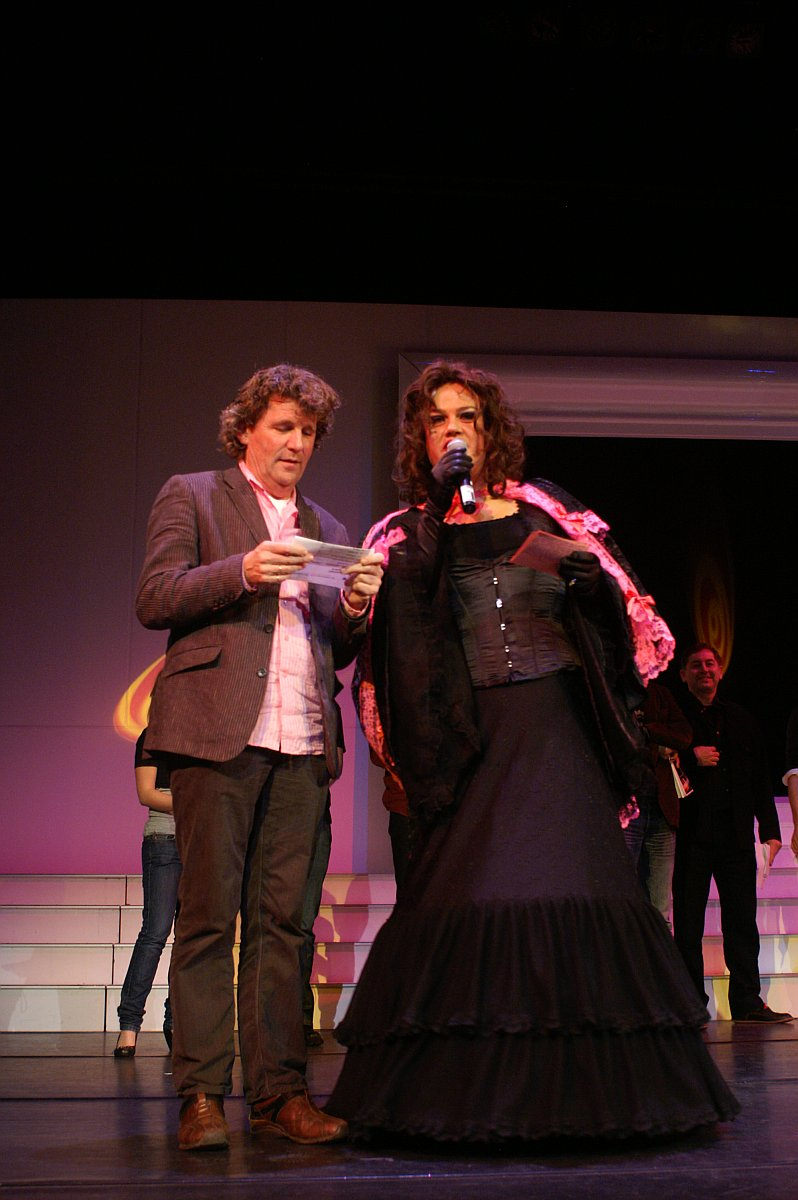
Gé Reinders naast Tessa International, als vakjurylid bij het Nationaal COC Songfestival 2008

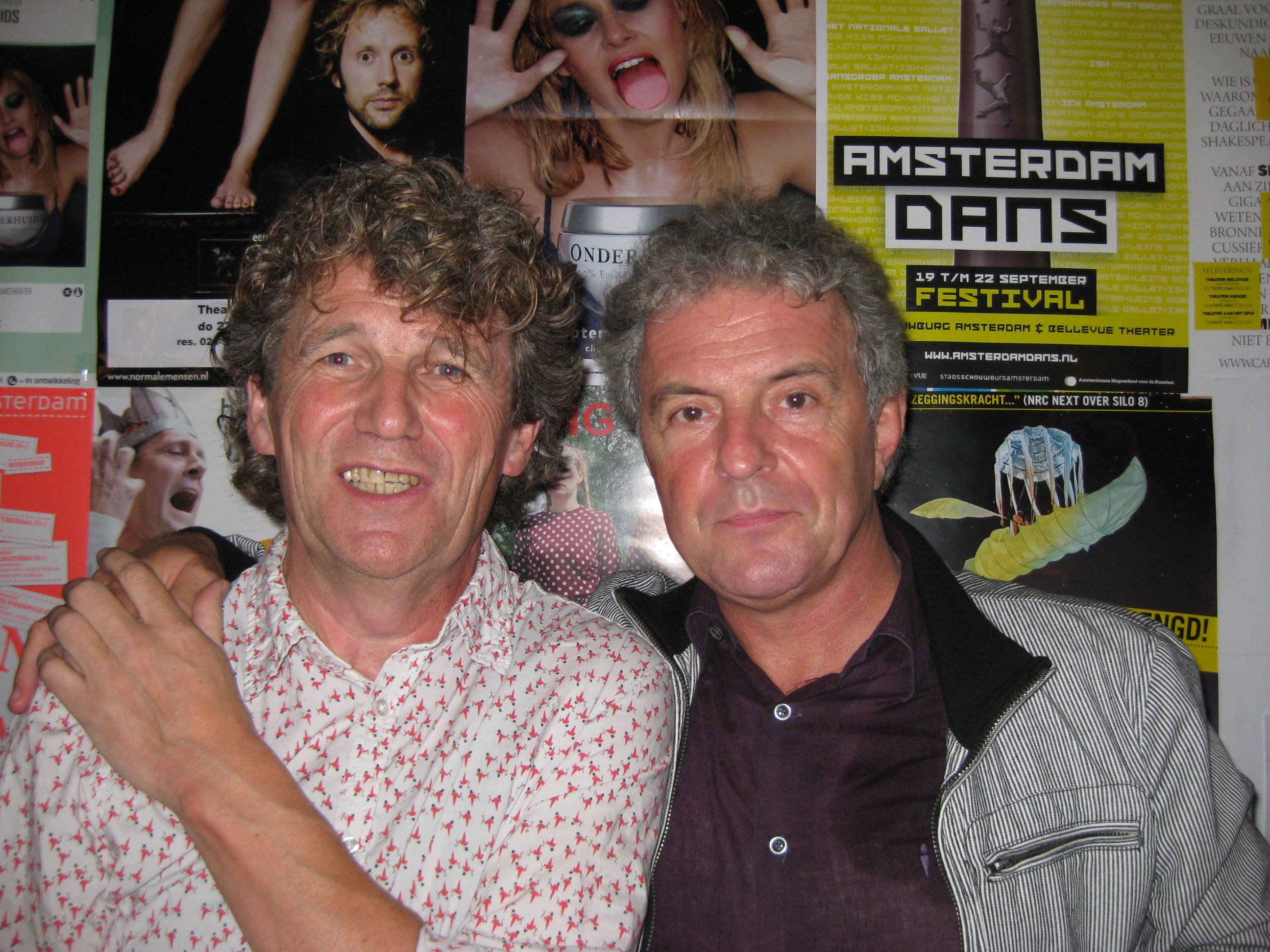
Gé Reinders en Huub Stapel bij de presentatie van Het Zakdoekje

Gé Reinders (Beringe (Limburg), 12 september 1953) is een
Nederlandse zanger, musicus en schrijver. Hij is vooral bekend door liedjes in het Limburgs. Zijn muziekstijl wordt gekenmerkt door lange zinnen en een stemgeluid dat in Limburg wel een meekstum (huilstem) genoemd wordt.

## Biografie
Reinders groeide op in Limburg. Hij ging naar het Bisschoppelijk College in Roermond, maar werd mede gevormd door een twaalf maanden lang verblijf als zeventienjarige in de Verenigde Staten. Hij speelde vanaf 1973 in de Roermondse bands Zimmerman en Girls Walk By. Hij had daarmee redelijk veel succes, maar echt grote bekendheid kreeg hij in de jaren tachtig, toen hij in het Limburgs begon te schrijven en te zingen. In 1986 stond hij zelfs als openingsact op Pinkpop in Geleen, als winnaar van de Limburgse Nu of nooit prijs.
Zijn zuidelijk geënte muziek vond ook buiten Limburg gehoor. De cd's As 't d'r op aan kump (1994) en Truuk nao aaf (1995) werden lovend besproken in de landelijke pers. Vanaf 1996 richtte hij zich op de theaters, die hij veroverde met intieme zangoptredens.
Reinders werkte een aantal malen samen met Toon Hermans en ook met Lenette van Dongen (cd Jagadamba). In 1999 kwam de vierde Limburgstalige cd uit: D'n Haof. Hierop staat het melancholieke nummer Blaosmuziek, met muzikale ondersteuning van een fanfare. Sinds 2003 is dit een jaarlijks terugkerend nummer in de Radio 2 Top 2000. Die lijn trok Reinders in 2005 door met de cd Blaos mich nao hoes, een samenwerking met vijftien blaasorkesten uit Limburg. In het voorjaar van 2007 trad hij met het programma Blaos mich nao hoes op met de Amsterdamse Tramharmonie in Paradiso, Amsterdam.
In september 2007 kwam het vervolg op de cd Blaos mich nao hoes uit: Blaos mich ’t landj door. Dit album werd opgenomen met twaalf Nederlandse blaasorkesten, uit elke provincie een. Ieder lied werd door een ander korps uitgevoerd. Er spelen in totaal zo'n zevenhonderd muzikanten mee. Voor deze cd ontving Gé Reinders in 2008 de Edison Music Award in de categorie wereldmuziek.
Op het in 1992 uitgebracht album Blood staat, naast onder andere een duet met Rita Coolidge, het eerste Limburgstalige lied van Gé dat ooit op cd verschenen is: Mien moder in '45, over het verzetsverleden van zijn moeder. Blood (geremasterd en met drie bonustracks: Sing for me signorita, Family Man en Moder Maria) werd in 2010 opnieuw uitgebracht, evenals de geremasterde single Mien moder in '45, tegelijk met zijn boek Het Zakdoekje.
Reinders geeft geregeld workshops en masterclasses in theaters in Nederland, waarin z'n aandacht vooral uitgaat naar de taalkunst. De nadruk ligt dan voornamelijk op rijmproblematiek en zogenaamde woordaccenten. Vaak zingen de studenten dan afsluitend nog een meerstemmig lied met hem.
Reinders is Limburger van Verdienste en Ridder in de Orde van Oranje-Nassau.

## Radio 2 Top 2000
Gé Reinders staat sinds 2003 in de Top 2000 met zijn hit Blaosmuziek. Van plaats 261 in 2004 stond het nummer in 2007 al op nummer 27, om vervolgens weer geleidelijk weg te zakken.

| Nummer met noteringen in de NPO Radio 2 Top 2000 | '03 | '04 | '05 | '06 | '07 | '08 | '09 | '10 | '11 | '12 | '13 | '14 | '15 | '16 | '17 | '18 | '19 | '20  | '21  | '22  | '23  | '24  |
| ------------------------------------------------ | --- | --- | --- | --- | --- | --- | --- | --- | --- | --- | --- | --- | --- | --- | --- | --- | --- | ---- | ---- | ---- | ---- | ---- |
| Bloasmuziek                                      | 261 | 167 | 67  | 67  | 27  | 69  | 114 | 99  | 177 | 254 | 318 | 373 | 439 | 549 | 671 | 831 | 848 | 1105 | 1006 | 1174 | 1220 | 1129 |

1. ↑  Een vetgedrukt getal geeft de hoogste notering aan.
2. ↑  2003 was het eerste jaar met een notering voor dit nummer.

## Proza
In september 2010 verscheen bij Nijgh & Van Ditmar Het zakdoekje, een boek waarin Gé Reinders zijn zoektocht naar het verzetsverleden van zijn moeder Grada van Horen beschrijft. In januari 2012 verscheen de tweede druk.

## Theater
Eind september 2010 begon Reinders met Lucas Beukers op de bassen en Pieter Klaassen op de overige snaren aan het theaterprogramma Helden, met liedjes en verhalen over zijn moeder. In de Tweede Wereldoorlog werkte zij als dwangarbeidster in het Agfacommando.

## Samenwerken
Hoewel Gé Reinders bekend is om zijn samenwerking met onder anderen Rita Coolidge, geeft hij in het Volkskrant-interview Gé Reinders maakt er 'n 'sjone avond' van toe dat hij soms grote moeite heeft met samenwerken en het sluiten van compromissen. Zo liep bijvoorbeeld de samenwerking met 's lands grootheid Toon Hermans stuk op het feit dat Gé Reinders altijd zijn eigen muzikanten wil gebruiken. Hermans verklaarde Reinders voor gek en raadde zijn jonge collega zelfs een psychiater aan, zo vertelt hij interviewer Patrick van den Hanenberg van de Volkskrant. Maar zo laat hij optekenen, wellicht is dat juist zijn kracht: een Amerikaanse no-nonsense niet-zeuren-mentaliteit.

## Trivia
Openbaar-vervoerbedrijf Veolia vernoemde een van zijn Velios-treinen naar Reinders.